# Changiola perakensis
Changiola perakensis är en insektsart som först beskrevs av Lucien Chopard 1969.  Changiola perakensis ingår i släktet Changiola och familjen syrsor. Inga underarter finns listade i Catalogue of Life.